# DSLAM

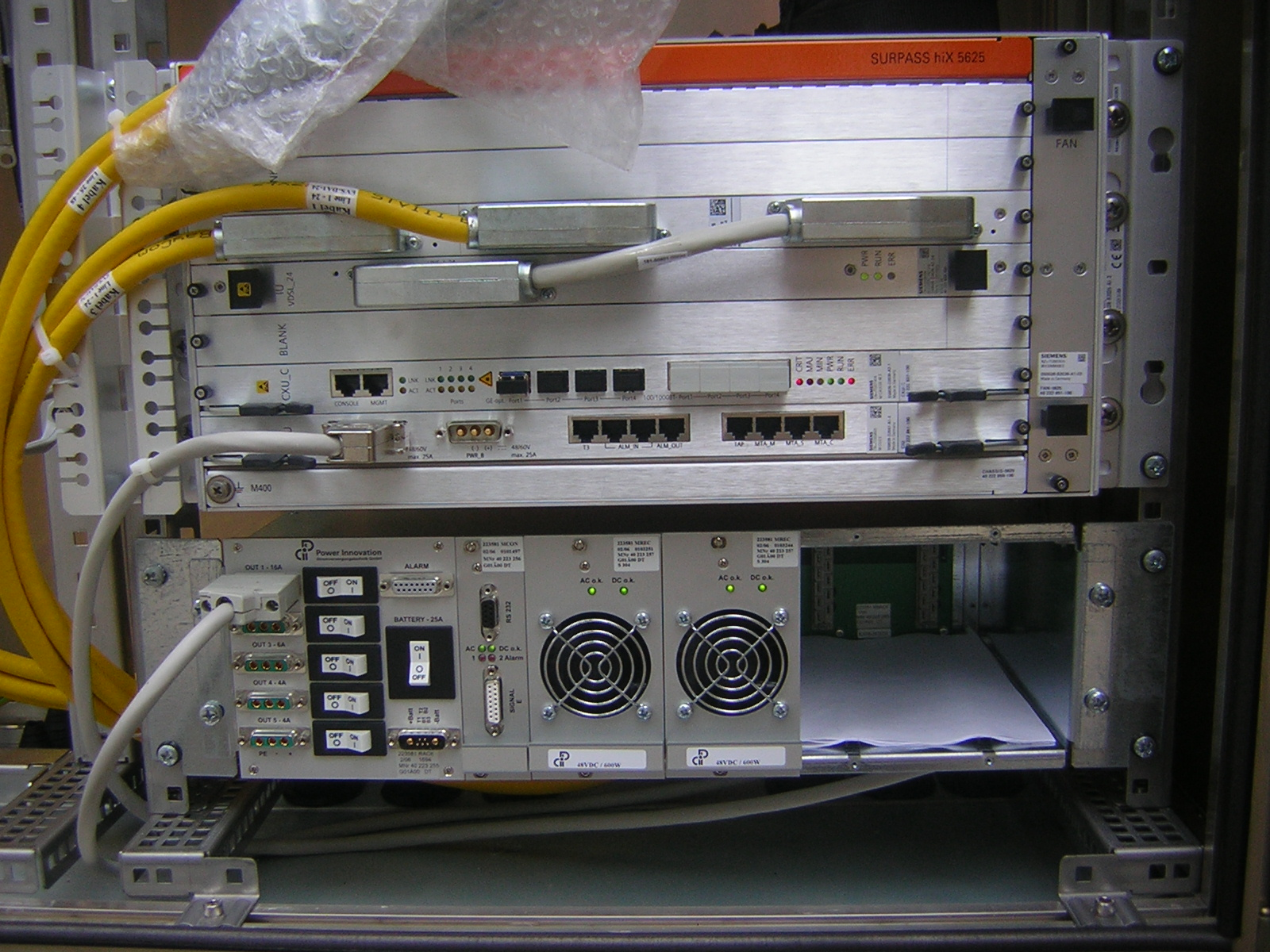
Siemens DSLAM SURPASS hiX 5625

Een Digital Subscriber Line Access Multiplexer (DSLAM) is een chassis met xDSL-modems (bijvoorbeeld ADSL-modems ) die alle signalen van de individuele klant-aansluitingen (local loop) aggregeert in een uplink naar het Core-netwerk. Dat kan een ATM-uplink of een Ethernet-uplink zijn. De local loop (ook wel last mile genoemd) is het stuk netwerk dat ligt tussen de CPE (Customer Premises Equipment, router/modem bij de klant) en de DSLAM. Met de introductie eind jaren negentig, stonden de DSLAMs altijd in de gebouwen waar ook de traditionele telefooncentrales waren gehuisvest (Central Office). Om hogere snelheden over DSL te kunnen halen, staan de DSLAMs steeds meer in actieve straatkasten, dichter bij de eindpunten. Daarmee wordt de local loop effectief korter.
Bij de DSLAM komen alle xDSL-aansluitingen binnen op een xDSL-modembank met splitters. Die splitters zorgen (voor zover nog nodig) voor scheiding van het traditionele telefonie-signaal (lage frequenties) en het data-verkeer (hoge frequenties). De verbindingen met het data-verkeer worden in de DSLAM gemultiplext, waar ze per lijnkaartmodule gemonteerd zitten.
Meerdere aansluitingen delen een modemkaart en gaan via de DSLAM het achterliggende (ATM of Ethernet) netwerk op. Als de DSLAM is gekoppeld aan een ATM-switch met NRP dan wordt tussen de DSLAM en de ATM-switch het verkeer van de individuele aansluitingen op basis van PPPoA vervoerd. In geval van een Ethernet-switch is die verbinding gebaseerd op  PPPoE. Vaak staan de DSLAM en de switch fysiek vlak naast elkaar worden de kabels worden in een "glasla" aan elkaar gekoppeld. Vanaf de switch achter de DSLAM ligt de verbinding naar de ISP. Die heeft ook weer routers staan om de TCP/IP-data verder het internet over te sturen.
In de DSLAM wordt alles wat met de configuratie te maken heeft vastgesteld in modemprofielen. Zo ook de snelheid. Binnen de grenzen van de aansluiting kan de access provider het modemprofiel wijzigen om de klant bijvoorbeeld een hogere of lagere snelheid te bieden. Dit wordt gewoonlijk geregeld op afstand, zodat de modemprofielen makkelijk te beheren zijn.